# Rose Bowl Game
Il Rose Bowl, ufficialmente conosciuto come Rose Bowl Game, è una gara annuale di college football programmata al termine della stagione regolare, rientrante nella categoria dei bowl game, che viene disputata normalmente il 1º gennaio al Rose Bowl di Pasadena (California). La gara è parte dei festeggiamenti per il Tournament of Roses "America's New Year Celebration", che include anche la storica Tournament of Roses Parade. Ad eccezione degli anni in cui è stato giocato anche come BCS National Championship Game, il Rose Bowl Game è stato sempre programmato per il pomeriggio di capodanno. Nel 2014, il Rose Bowl Game ha celebrato la sua centesima edizione nella gara vinta da Michigan State su Stanford.
Nel 2002 e 2006, il Rose Bowl Game ha avuto altresì valore come BCS National Championship Game. Nell'attuale assetto BCS, tale gara ospita la vincente Big Ten Conference e la vincente Pacific-12 a meno che una di queste (o entrambe) non siano impegnate per la gara del BCS National Championship. A partire dal Rose Bowl 2012, i college Big Ten e Pacific-12 sono determinati rispettivamente dal Big Ten Football Championship Game e dal Pacific-12 Football Championship Game.

## Storia
Il primo kick off del Rose Bowl infatti fu nel 1902 quando fu organizzata una gara di football nell'ambito della Rose Parade, per aiutare economicamente l'organizzazione della parata, ed il suo primo nome fu “Tournament East-West football game”, il primo di gennaio, avviando così la tradizione dei bowl nel giorno di capodanno. In quel primo bowl, giocato come i successivi fino al 1923 al Tournament Park di Pasadena, fu Michigan, guidata da Fielding H. Yost, a letteralmente massacrare Stanford 49-0 in tre quarti, dopodiché quest'ultima abbandonò la gara. Michigan chiuse la stagione imbattuta 11-0 e fu considerata campione nazionale.
La gara non venne riproposta fino al primo di gennaio del 1916, quando lo State College of Washington (attualmente Washington State University) sconfisse la Brown University per 14-0. Il Bowl crebbe di interesse fino all'inizio degli anni venti quando il Tournament Park, nella zona del campus di California Tech, venne abbandonato per un nuovo impianto, costruito ad hoc e per questo chiamato proprio Rose Bowl. La capacità di pubblico del nuovo impianto variò diverse volte dalla sua costruzione terminata nel 1922, tuttavia esso rimase l'impianto più grande degli Stati Uniti sino agli ultimi anni del XX secolo quando la capacità fu ridotta dai precedenti 104.000 e passa spettatori ad una cifra a cavallo dei 94.000, attualmente una nuova riconfigurazione lo ha portato a circa 92.500 posti, il settimo impianto più grande degli USA e l'unico impianto attualmente non utilizzato dalla NFL ad ospitare uno dei principali Bowl del college football.
La prima squadra invitata, fino al 1946 era una della Pacific Coast Conference (PCC, antesignana della moderna Pacific-12 Conference) contro una squadra della costa est degli USA. Questo diede modo alla gara di far spesso incontrare squadre, coach e filosofie diverse ed a loro modo importanti, come la gara del 1925 tra i Four Horsemen di Notre Dame e la Stanford di Pop Warner o quello del 1940 tra gli USC Trojans di Howard Jones e la Tennessee di Bob Neyland. Il periodo più buio della seconda guerra mondiale, successivo all'attacco giapponese di Pearl Harbor dell'8 dicembre del 1941, mise in guardia l'intelligence statunitense anche riguardo alla Rose Parade, con il suo milione di avventori, ed al Rose Bowl, che avrebbe concentrato quasi centomila persone in un'area ridotta come un campo da football. L'iniziale cancellazione della gara fu scongiurata dall'invito della Duke University alla Oregon State presso Durham, North Carolina. I Castori attraversarono l'America per vincere il loro primo e per ora unico Rose Bowl 20-16.
Anche la lunga e sanguinosa seconda guerra mondiale finì e sebbene il football non si fosse mai fermato, ma semplicemente limitato a causa dei problemi nel muoversi e della mancanza di tanti giocatori impegnati al fronte, la stagione 1946 si può definire come la prima vera stagione postbellica, in cui iniziarono a giocarsi regolarmente i Rose Bowl tra la vincente della PCC e quella della Big Nine, le due conference si trovarono in sintonia anche nel trattare i propri ragazzi come amatori e non come semiprofessionisti (proposta proveniente dalle università del sud degli Stati Uniti), in più iniziò una fase di desegregazione dei ragazzi afroamericani che in altre parti del paese sarebbe arrivata con colpevole ritardo: la Southeastern Conference non ebbe atleti afroamericani in nessuna delle sue scuole fino al 1966. Il Cotton Bowl, l'Orange Bowl, ed il Sugar Bowl non accettarono atleti afroamericani rispettivamente fino al 1948, 1955 e 1956.
La PCC si dissolse nel 1958 a causa di uno scandalo legato al pagamento degli atleti che solo pochi anni prima la conference si fregiava di ritenere amatori in tutto per tutto, il Rose Bowl rimase quindi orfano di uno dei due canali da cui attingere le squadre partecipanti, per la stagione 1959 invitò Washington, primo college campione della neonata Athletic Association of Western Universities (AAWU), come avversario di Wisconsin nel Rose Bowl del 1960. The Big Ten autorizzò ad accettare qualsiasi invito da parte degli organizzatori del Rose Bowl a loro discrezione, per testimoniare quanto fosse già ritenuto prestigioso questo match. La AAWU siglò poi un accordo con il Rose Bowl che rimase in essere dalla gara del primo gennaio 1961 sino al l'avvento del BCS nel 1998. AAWU crebbe come Conference divenendo ufficialmente “Pacific-8″ nel 1968 (prima il termine era usato informalmente ed era legato semplicemente al numero di squadre presenti), e successivamente “Pacific-10″ con l'arrivo di Arizona e Arizona State nel 1978, la Big Ten Conference (che nei primi anni non aveva un accordo ufficiale con l'organizzazione, come testimoniato dal rifiuto di giocare la gara del 1962 da Ohio State senza incappare in penali) non ha mutato il proprio nome per tutto il periodo che ha separato il Bowl dall'arrivo del BCS. Entrambe le conference obbedivano peraltro ad una sorta di regola detta “no repeat” che prevedeva la non riproposizione dell'invito per due anni consecutivi alla medesima squadra, a meno che questa non fosse campione della conference, la Big Ten ha abolito questa regola nel 1972. Altra regola che venne a cadere durante gli anni '70 fu quella che impediva alle squadre partecipanti di giocare un qualsiasi altro Bowl della medesima post-season.
Nel 1998, nel tentativo di ordinare la post-season nel college football, fu creata la Bowl Championship Series, e questo per il Rose Bowl significò il dover dividere con gli altri tre Bowl della BCS i contendenti, cercando in tutti i modi di mantenere comunque il formato che prevedeva la presenza di una squadra della Pac-10 (attualmente Pac-12 con l'arrivo di Utah e Colorado nel 2011) ed una della Big Ten. In due occasioni, il Bowl valse come BCS championship game: nel 2002 si affrontarono la numero 1 Miami (Big East Conference) e la numero 2 Nebraska (Big 12 Conference) con una polemica molto accesa sulla decisione di invitare quest'ultima piuttosto che Oregon, il che volle dire la mancata presenza di una squadra della costa ovest da quando esisteva il Bowl, e la prima volta dal 1946 in cui non si sarebbero fronteggiate Pac-10 e Big Ten. Nel 2006 fu Longhorns-Trojans 41-38 a rompere la consuetudine Pac-10 contro Big Ten, ma questo cambio valse il maggior ascolto televisivo per una gara di college football da vent'anni. in altre due occasioni il Bowl fu rimaneggiato dal format consueto: nel 2003 gli organizzatori non poterono invitare Ohio State, impegnata nel Fiesta Bowl per il titolo nazionale, e nemmeno Iowa precedentemente selezionata per l'Orange Bowl, fu così che a Pasadena scese per la prima volta Oklahoma, contro Washington State. Nel 2005 scese in campo Texas (Big 12) preferita a California, ed il Rose Bowl rimase per la seconda volta orfano di una squadra della Pac-10.

## Presenze
USC è il college più presente al Rose Bowl con 34 gare, seguono Michigan (20), Ohio State e Stanford (15) , Washington (14). Alabama, 4-1-1 di record al Rose Bowl, è la squadra non Pac-12 o Big Ten più presente. USC è anche quella che detiene il maggior numero di vittorie (25), seguita da Michigan (8), Ohio State (8), Washington e Stanford (7). I coach Howard Jones (5-0) e John Robinson (4-0) guidano la lista dei coach imbattuti alla gara della rosa, che nonostante il suo secolo abbondante, restituisce ancora un fascino difficilmente eguagliabile, quando lo stadio viene inondato dal sole della California nel tardo pomeriggio di ogni Capodanno.
| Scuola                | Apparizioni | V  | P  | N | Ultima |
| --------------------- | ----------- | -- | -- | - | ------ |
| USC                   | 34          | 25 | 9  |   | 2017   |
| Michigan              | 20          | 8  | 12 |   | 2007   |
| Ohio State            | 15          | 8  | 7  |   | 2019   |
| Stanford              | 15          | 7  | 7  | 1 | 2016   |
| Washington            | 14          | 7  | 6  | 1 | 2019   |
| UCLA                  | 12          | 5  | 7  |   | 1999   |
| Wisconsin             | 9           | 3  | 6  |   | 2013   |
| California            | 8           | 2  | 5  | 1 | 1959   |
| Oregon                | 7           | 3  | 4  |   | 2015   |
| Michigan State        | 5           | 4  | 1  |   | 2014   |
| Iowa                  | 6           | 3  | 3  |   | 2016   |
| Illinois              | 5           | 3  | 2  |   | 2008   |
| Washington State      | 4           | 1  | 3  |   | 2003   |
| Penn State            | 4           | 1  | 3  |   | 2017   |
| Oregon State          | 3           | 1  | 2  |   | 1965   |
| Arizona State         | 2           | 1  | 1  |   | 1997   |
| Minnesota             | 2           | 1  | 1  |   | 1962   |
| Northwestern          | 2           | 1  | 1  |   | 1996   |
| Purdue                | 2           | 1  | 1  |   | 2001   |
| Nebraska              | 2           | 0  | 2  |   | 2002   |
| Indiana               | 1           | 0  | 1  |   | 1968   |
| Big Ten Conference    | 72          | 31 | 40 | 0 | 2019   |
| Pacific-12 Conference | 97          | 51 | 43 | 3 | 2019   |

| Scuola                 | Apparizioni | V | P | N | Ultima |
| ---------------------- | ----------- | - | - | - | ------ |
| Alabama                | 6           | 4 | 1 | 1 | 1946   |
| Pittsburgh             | 4           | 1 | 3 | 0 | 1937   |
| Georgia                | 2           | 2 | 0 | 0 | 2018   |
| Texas                  | 2           | 2 | 0 | 0 | 2006   |
| Oklahoma               | 2           | 1 | 1 | 0 | 2018   |
| Duke                   | 2           | 0 | 2 | 0 | 1942   |
| Tennessee              | 2           | 0 | 2 | 0 | 1945   |
| Columbia               | 1           | 1 | 0 | 0 | 1934   |
| Georgia Tech           | 1           | 1 | 0 | 0 | 1929   |
| Harvard                | 1           | 1 | 0 | 0 | 1920   |
| Miami (FL)             | 1           | 1 | 0 | 0 | 2002   |
| Notre Dame             | 1           | 1 | 0 | 0 | 1925   |
| TCU                    | 1           | 1 | 0 | 0 | 2011   |
| Navy                   | 1           | 0 | 0 | 1 | 1924   |
| Brown                  | 1           | 0 | 1 | 0 | 1916   |
| Southern Methodist     | 1           | 0 | 1 | 0 | 1936   |
| Tulane                 | 1           | 0 | 1 | 0 | 1932   |
| Washington & Jefferson | 1           | 0 | 0 | 1 | 1922   |
| Pennsylvania           | 1           | 0 | 1 | 0 | 1917   |

Nel 1918 e 1919 il Rose Bowl ospitò gare di football in cui furono impegnate squadre militari e la gara non venne ricompresa nella rispettiva stagione di college football. I record di Big Ten e Pacific-12 sono basati su tutti i Rose Bowl.

## Risultati
Vincitori in grassetto. Pareggi in corsivo
| Data               | West / PCC / Pac-12      | West / PCC / Pac-12 | East / Big Ten                    | East / Big Ten | Note  | Note |
| ------------------ | ------------------------ | ------------------- | --------------------------------- | -------------- | ----- | ---- |
| 1º gennaio 1902    | Stanford                 | 0                   | Michigan Wolverines               | 49             | notes |      |
| 1º gennaio 1916    | Washington State Cougars | 14                  | Brown Bears                       | 0              | notes |      |
| 1º gennaio 1917    | Oregon Ducks             | 14                  | Penn Quakers                      | 0              | notes |      |
| 1º gennaio 1918*   | Mare Island - USMC       | 19                  | Camp Lewis - US Army              | 7              | notes |      |
| 1º gennaio 1919*   | Mare Island - USMC       | 0                   | Great Lakes - US Navy             | 17             | notes |      |
| 1º gennaio 1920    | Oregon Ducks             | 6                   | Harvard Crimson                   | 7              | notes |      |
| 1º gennaio 1921    | Cal. Golden Bears        | 28                  | Ohio State Buckeyes               | 0              | notes |      |
| 2 gennaio 1922     | Cal. Golden Bears        | 0                   | Washington & Jefferson Presidents | 0              | notes |      |
| 1º gennaio 1923    | USC Trojans              | 14                  | Penn State Nittany Lions          | 3              | notes |      |
| 1º gennaio 1924    | Washington Huskies       | 14                  | Navy Midshipmen                   | 14             | notes |      |
| 1º gennaio 1925    | Stanford                 | 10                  | Notre Dame Fighting Irish         | 27             | notes |      |
| 1º gennaio 1926    | Washington Huskies       | 19                  | Alabama Crimson Tide              | 20             | notes |      |
| 1º gennaio 1927    | Stanford                 | 7                   | Alabama Crimson Tide              | 7              | notes |      |
| 2 gennaio 1928     | Stanford                 | 7                   | Pittsburgh Panthers               | 6              | notes |      |
| 1º gennaio 1929    | Cal. Golden Bears        | 7                   | Georgia Tech Yellow Jackets       | 8              | notes |      |
| 1º gennaio 1930    | USC Trojans              | 47                  | Pittsburgh Panthers               | 14             | notes |      |
| 1º gennaio 1931    | Washington State Cougars | 0                   | Alabama Crimson Tide              | 24             | notes |      |
| 1º gennaio 1932    | USC Trojans              | 21                  | Tulane Green Wave                 | 12             | notes |      |
| 2 gennaio 1933     | USC Trojans              | 35                  | Pittsburgh Panthers               | 0              | notes |      |
| 1º gennaio 1934    | Stanford Indians         | 0                   | Columbia Lions                    | 7              | notes |      |
| 1º gennaio 1935    | Stanford Indians         | 13                  | Alabama Crimson Tide              | 29             | notes |      |
| 1º gennaio 1936    | Stanford Indians         | 7                   | SMU Mustangs                      | 0              | notes |      |
| 1º gennaio 1937    | Washington Huskies       | 0                   | Pittsburgh Panthers               | 21             | notes |      |
| 1º gennaio 1938    | Cal. Golden Bears        | 13                  | Alabama Crimson Tide              | 0              | notes |      |
| 2 gennaio 1939     | USC Trojans              | 7                   | Duke Blue Devils                  | 3              | notes |      |
| 1º gennaio 1940    | USC Trojans              | 14                  | Tennessee Volunteers              | 0              | notes |      |
| 1º gennaio 1941    | Stanford Indians         | 21                  | Nebraska Cornhuskers              | 13             | notes |      |
| 1º gennaio 1942**  | Oregon State Beavers     | 20                  | Duke Blue Devils                  | 16             | notes |      |
| 1º gennaio 1943    | UCLA Bruins              | 0                   | Georgia Bulldogs                  | 9              | notes |      |
| 1º gennaio 1944    | USC Trojans              | 29                  | Washington Huskies                | 0              | notes |      |
| 1º gennaio 1945    | USC Trojans              | 25                  | Tennessee Volunteers              | 0              | notes |      |
| 1º gennaio 1946    | USC Trojans              | 14                  | Alabama Crimson Tide              | 34             | notes |      |
| 1º gennaio 1947    | UCLA Bruins              | 14                  | Illinois Fighting Illini          | 45             | notes |      |
| 1º gennaio 1948    | USC Trojans              | 0                   | Michigan Wolverines               | 49             | notes |      |
| 1º gennaio 1949    | Cal. Golden Bears        | 14                  | Northwestern Wildcats             | 20             | notes |      |
| 2 gennaio 1950     | Cal. Golden Bears        | 14                  | Ohio State Buckeyes               | 17             | notes |      |
| 1º gennaio 1951    | Cal. Golden Bears        | 6                   | Michigan Wolverines               | 14             | notes |      |
| 1º gennaio 1952    | Stanford Indians         | 7                   | Illinois Fighting Illini          | 40             | notes |      |
| 1º gennaio 1953    | USC Trojans              | 7                   | Wisconsin Badgers                 | 0              | notes |      |
| 1º gennaio 1954    | UCLA Bruins              | 20                  | Michigan State Spartans           | 28             | notes |      |
| 1º gennaio 1955    | USC Trojans              | 7                   | Ohio State Buckeyes               | 20             | notes |      |
| 2 gennaio 1956     | UCLA Bruins              | 14                  | Michigan State Spartans           | 17             | notes |      |
| 1º gennaio 1957    | Oregon State Beavers     | 19                  | Iowa Hawkeyes                     | 35             | notes |      |
| 1º gennaio 1958    | Oregon Ducks             | 7                   | Ohio State Buckeyes               | 10             | notes |      |
| 1º gennaio 1959    | Cal. Golden Bears        | 12                  | Iowa Hawkeyes                     | 38             | notes |      |
| 1º gennaio 1960    | Washington Huskies       | 44                  | Wisconsin Badgers                 | 8              | notes |      |
| 2 gennaio 1961     | Washington Huskies       | 17                  | Minnesota Golden Gophers          | 7              | notes |      |
| 1º gennaio 1962    | UCLA Bruins              | 3                   | Minnesota Golden Gophers          | 21             | notes |      |
| 1º gennaio 1963    | USC Trojans              | 42                  | Wisconsin Badgers                 | 37             | notes |      |
| 1º gennaio 1964    | Washington Huskies       | 7                   | Illinois Fighting Illini          | 17             | notes |      |
| 1º gennaio 1965    | Oregon State Beavers     | 7                   | Michigan Wolverines               | 34             | notes |      |
| 1º gennaio 1966    | UCLA Bruins              | 14                  | Michigan State Spartans           | 12             | notes |      |
| 2 gennaio 1967     | USC Trojans              | 13                  | Purdue Boilermakers               | 14             | notes |      |
| 1º gennaio 1968    | USC Trojans              | 14                  | Indiana Hoosiers                  | 3              | notes |      |
| 1º gennaio 1969    | USC Trojans              | 16                  | Ohio State Buckeyes               | 27             | notes |      |
| 1º gennaio 1970    | USC Trojans              | 10                  | Michigan Wolverines               | 3              | notes |      |
| 1º gennaio 1971    | Stanford Indians         | 27                  | Ohio State Buckeyes               | 17             | notes |      |
| 1º gennaio 1972    | Stanford Indians         | 13                  | Michigan Wolverines               | 12             | notes |      |
| 1º gennaio 1973    | USC Trojans              | 42                  | Ohio State Buckeyes               | 17             | notes |      |
| 1º gennaio 1974    | USC Trojans              | 21                  | Ohio State Buckeyes               | 42             | notes |      |
| 1º gennaio 1975    | USC Trojans              | 18                  | Ohio State Buckeyes               | 17             | notes |      |
| 1º gennaio 1976    | UCLA Bruins              | 23                  | Ohio State Buckeyes               | 10             | notes |      |
| 1º gennaio 1977    | USC Trojans              | 14                  | Michigan Wolverines               | 6              | notes |      |
| 2 gennaio 1978     | Washington Huskies       | 27                  | Michigan Wolverines               | 20             | notes |      |
| 1º gennaio 1979    | USC Trojans              | 17                  | Michigan Wolverines               | 10             | notes |      |
| 1º gennaio 1980    | USC Trojans              | 17                  | Ohio State Buckeyes               | 16             | notes |      |
| 1º gennaio 1981    | Washington Huskies       | 6                   | Michigan Wolverines               | 23             | notes |      |
| 1º gennaio 1982    | Washington Huskies       | 28                  | Iowa Hawkeyes                     | 0              | notes |      |
| 1º gennaio 1983    | UCLA Bruins              | 24                  | Michigan Wolverines               | 14             | notes |      |
| 2 gennaio 1984     | UCLA Bruins              | 45                  | Illinois Fighting Illini          | 9              | notes |      |
| 1º gennaio 1985    | USC Trojans              | 20                  | Ohio State Buckeyes               | 17             | notes |      |
| 1º gennaio 1986    | UCLA Bruins              | 45                  | Iowa Hawkeyes                     | 28             | notes |      |
| 1º gennaio 1987    | Arizona State Sun Devils | 22                  | Michigan Wolverines               | 15             | notes |      |
| 1º gennaio 1988    | USC Trojans              | 17                  | Michigan State Spartans           | 20             | notes |      |
| 2 gennaio 1989     | USC Trojans              | 14                  | Michigan Wolverines               | 22             | notes |      |
| 1º gennaio 1990    | USC Trojans              | 17                  | Michigan Wolverines               | 10             | notes |      |
| 1º gennaio 1991    | Washington Huskies       | 46                  | Iowa Hawkeyes                     | 34             | notes |      |
| 1º gennaio 1992    | Washington Huskies       | 34                  | Michigan Wolverines               | 14             | notes |      |
| 1º gennaio 1993    | Washington Huskies       | 31                  | Michigan Wolverines               | 38             | notes |      |
| 1º gennaio 1994    | UCLA Bruins              | 16                  | Wisconsin Badgers                 | 21             | notes |      |
| 2 gennaio 1995     | Oregon Ducks             | 20                  | Penn State Nittany Lions          | 38             | notes |      |
| 1º gennaio 1996    | USC Trojans              | 41                  | Northwestern Wildcats             | 32             | notes |      |
| 1º gennaio 1997    | Arizona State Sun Devils | 17                  | Ohio State Buckeyes               | 20             | notes |      |
| 1º gennaio 1998    | Washington State Cougars | 16                  | Michigan Wolverines               | 21             | notes |      |
| 1º gennaio 1999    | UCLA Bruins              | 31                  | Wisconsin Badgers                 | 38             | notes |      |
| 1º gennaio 2000    | Stanford Cardinal        | 9                   | Wisconsin Badgers                 | 17             | notes |      |
| 1º gennaio 2001    | Washington Huskies       | 34                  | Purdue Boilermakers               | 24             | notes |      |
| January 3, 2002*** | Miami Hurricanes         | 37                  | Nebraska Cornhuskers              | 14             | notes |      |
| 1º gennaio 2003    | Washington State Cougars | 14                  | Oklahoma Sooners                  | 34             | notes |      |
| 1º gennaio 2004    | USC Trojans              | 28                  | Michigan Wolverines               | 14             | notes |      |
| 1º gennaio 2005    | Texas Longhorns          | 38                  | Michigan Wolverines               | 37             | notes |      |
| January 4, 2006*** | USC Trojans              | 38                  | Texas Longhorns                   | 41             | notes |      |
| 1º gennaio 2007    | USC Trojans              | 32                  | Michigan Wolverines               | 18             | notes |      |
| 1º gennaio 2008    | USC Trojans              | 49                  | Illinois Fighting Illini          | 17             | notes |      |
| 1º gennaio 2009    | USC Trojans              | 38                  | Penn State Nittany Lions          | 24             | notes |      |
| 1º gennaio 2010    | Oregon Ducks             | 17                  | Ohio State Buckeyes               | 26             | notes |      |
| 1º gennaio 2011    | TCU Horned Frogs         | 21                  | Wisconsin Badgers                 | 19             | notes |      |
| 2 gennaio 2012     | Oregon Ducks             | 45                  | Wisconsin Badgers                 | 38             | notes |      |
| 1º gennaio 2013    | Stanford Cardinal        | 20                  | Wisconsin Badgers                 | 14             | notes |      |
| 1º gennaio 2014    | Stanford Cardinal        | 20                  | Michigan State Spartans           | 24             | notes |      |
| 1º gennaio 2015    | Oregon Ducks             | 59                  | Florida State Seminoles           | 20             | notes |      |
| 1º gennaio 2016    | Stanford Cardinal        | 45                  | Iowa Hawkeyes                     | 16             | notes |      |
| 1º gennaio 2017    | USC Trojans              | 52                  | Penn State Nittany Lions          | 49             | notes |      |
| 1º gennaio 2018    | Oklahoma Sooners         | 48                  | Georgia Bulldogs                  | 54             | notes |      |
| 1º gennaio 2019    | Washington Huskies       | 23                  | Ohio State Buckeyes               | 28             | notes |      |
| 1º gennaio 2020    | Oregon Ducks             | 28                  | Wisconsin Badgers                 | 27             | notes |      |
| 1º gennaio 2021    | Alabama Crimson Tide     | 31                  | Notre Dame Fighting Irish         | 14             | notes |      |
| 1º gennaio 2022    | Utah Utes                | 45                  | Ohio State Buckeyes               | 48             | notes |      |
| 1º gennaio 2023    | Utah Utes                | 21                  | Penn State Nittany Lions          | 35             | notes |      |
| 1º gennaio 2024    | Alabama Crimson Tide     | 20                  | Michigan State Spartans           | 27             | notes |      |
| 1º gennaio 2025    | Oregon Ducks             | 21                  | Ohio State Buckeyes               | 41             | notes |      |

* Durante la prima guerra mondiale, giocarono team di personale militare.

** Durante l'attacco a Pearl Harbor, la gara del 1942 fu spostata al Wallace Wade Stadium di Durham (Carolina del Nord), in casa della Duke University's 

*** Gara valida per il BCS National Championship.

## Rose Bowl Player of the Game Award

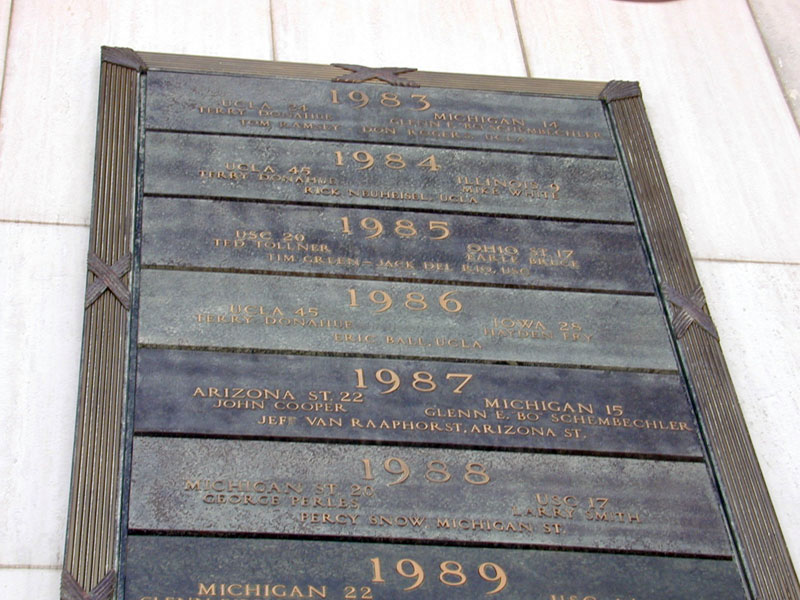
Rose Bowl records at the Hall of Champions

Al miglior giocatore del Rose Bowl è consegnato un trofeo di cristallo denominato Rose Bowl Player of the Game Award. Il trofeo fu creato nel 1953 e furono assegnati retroattivamente per ogni gara sin dal primo. Occasionalmente il trofeo è stato condiviso da due giocatori. A partire dal Rose Bowl 2005 il trofeo è assegnato ad un giocatore offensivo e ad un giocatore difensivo. Solo quattro giocatori sono stati insigniti più volte di tale premio: Bob Schloredt, Washington (1960, 1961), Charles White, USC (1979, 1980), Ron Dayne, Wisconsin (1999, 2000), e Vince Young, Texas (2005, 2006).
| Anno | MVP                     | Scuola                 | Ruolo |
| ---- | ----------------------- | ---------------------- | ----- |
| 1902 | Neil Snow               | Michigan               | FB    |
| 1916 | William Henry Dietz     | Washington State       | FB    |
| 1917 | John Beckett            | Oregon                 | T     |
| 1918 | Hollis Huntington       | Mare Island            | FB    |
| 1919 | George Halas            | Great Lakes            | E     |
| 1920 | Edward Casey            | Harvard                | HB    |
| 1921 | Harold Muller           | California             | E     |
| 1922 | Russell Stein           | Washington & Jefferson | T     |
| 1923 | Leo Calland             | USC                    | G     |
| 1924 | Ira McKee               | Navy                   | QB    |
| 1925 | Elmer Layden            | Notre Dame             | FB    |
| 1925 | Ernie Nevers            | Stanford               | FB    |
| 1926 | Johnny Mack Brown       | Alabama                | HB    |
| 1926 | George "Wildcat" Wilson | Washington             | HB    |
| 1927 | Fred Pickhard           | Alabama                | T     |
| 1928 | Clifford "Biff" Hoffman | Stanford               | FB    |
| 1929 | Benjamin Lom            | California             | HB    |
| 1930 | Russell Saunders        | USC                    | QB    |
| 1931 | John "Monk" Campbell    | Alabama                | QB    |
| 1932 | Erny Pinckert           | USC                    | HB    |
| 1933 | Homer Griffith          | USC                    | QB    |
| 1934 | Cliff Montgomery        | Columbia               | QB    |
| 1935 | Millard "Dixie" Howell  | Alabama                | HB    |
| 1936 | James "Monk" Moscrip    | Stanford               | E     |
| 1936 | Keith Topping           | Stanford               | E     |
| 1937 | Bill Daddio             | Pittsburgh             | E     |
| 1938 | Victor Bottari          | California             | HB    |
| 1939 | Doyle Nave              | USC                    | QB    |
| 1939 | Al Krueger              | USC                    | E     |
| 1940 | Ambrose Schindler       | USC                    | QB    |
| 1941 | Peter Kmetovic          | Stanford               | HB    |
| 1942 | Donald Durdan           | Oregon State           | HB    |
| 1943 | Charles Trippi          | Georgia                | HB    |
| 1944 | Norman Verry            | USC                    | G     |
| 1945 | Jim Hardy               | USC                    | QB    |
| 1946 | Harry Gilmer            | Alabama                | HB    |
| 1947 | Claude "Buddy" Young    | Illinois               | HB    |
| 1947 | Julius Rykovich         | Illinois               | HB    |
| 1948 | Bob Chappuis            | Michigan               | HB    |
| 1949 | Frank Aschenbrenner     | Northwestern           | HB    |
| 1950 | Fred "Curly" Morrison   | Ohio State             | FB    |
| 1951 | Don Dufek               | Michigan               | FB    |
| 1952 | William Tate            | Illinois               | HB    |
| 1953 | Rudy Bukich             | USC                    | QB    |
| 1954 | Billy Wells             | Michigan State         | HB    |
| 1955 | Dave Leggett            | Ohio State             | QB    |
| 1956 | Walter Kowalczyk        | Michigan State         | HB    |
| 1957 | Kenneth Ploen           | Iowa                   | QB    |
| 1958 | Jack Crabtree           | Oregon                 | QB    |
| 1959 | Bob Jeter               | Iowa                   | HB    |
| 1960 | Bob Schloredt           | Washington             | QB    |
| 1960 | George Fleming          | Washington             | HB    |
| 1961 | Bob Schloredt           | Washington             | QB    |
| 1962 | Sandy Stephens          | Minnesota              | QB    |
| 1963 | Pete Beathard           | USC                    | QB    |
| 1963 | Ron Vander Kelen        | Wisconsin              | QB    |
| 1964 | Jim Grabowski           | Illinois               | FB    |
| 1965 | Mel Anthony             | Michigan               | FB    |
| 1966 | Bob Stiles              | UCLA                   | DB    |
| 1967 | John Charles            | Purdue                 | DB    |
| 1968 | O.J. Simpson            | USC                    | TB    |
| 1969 | Rex Kern                | Ohio State             | QB    |
| 1970 | Bob Chandler            | USC                    | FL    |
| 1971 | Jim Plunkett            | Stanford               | QB    |
| 1972 | Don Bunce               | Stanford               | QB    |
| 1973 | Sam Cunningham          | USC                    | FB    |
| 1974 | Cornelius Greene        | Ohio State             | QB    |
| 1975 | Pat Haden               | USC                    | QB    |
| 1975 | John McKay, Jr.         | USC                    | SE    |
| 1976 | John Sciarra            | UCLA                   | QB    |
| 1977 | Vince Evans             | USC                    | QB    |
| 1978 | Warren Moon             | Washington             | QB    |
| 1979 | Charles White           | USC                    | TB    |
| 1979 | Rick Leach              | Michigan               | QB    |
| 1980 | Charles White           | USC                    | TB    |
| 1981 | Butch Woolfolk          | Michigan               | RB    |
| 1982 | Jacque Robinson         | Washington             | RB    |
| 1983 | Don Rogers              | UCLA                   | FS    |
| 1983 | Tom Ramsey              | UCLA                   | QB    |
| 1984 | Rick Neuheisel          | UCLA                   | QB    |
| 1985 | Tim Green               | USC                    | QB    |
| 1985 | Jack Del Rio            | USC                    | LB    |
| 1986 | Eric Ball               | UCLA                   | TB    |
| 1987 | Jeff Van Raaphorst      | Arizona State          | QB    |
| 1988 | Percy Snow              | Michigan State         | LB    |
| 1989 | Leroy Hoard             | Michigan               | FB    |
| 1990 | Ricky Ervins            | USC                    | TB    |
| 1991 | Mark Brunell            | Washington             | QB    |
| 1992 | Steve Emtman            | Washington             | DT    |
| 1992 | Billy Joe Hobert        | Washington             | QB    |
| 1993 | Tyrone Wheatley         | Michigan               | RB    |
| 1994 | Brent Moss              | Wisconsin              | RB    |
| 1995 | Danny O'Neil            | Oregon                 | QB    |
| 1995 | Ki-Jana Carter          | Penn State             | RB    |
| 1996 | Keyshawn Johnson        | USC                    | WR    |
| 1997 | Joe Germaine            | Ohio State             | QB    |
| 1998 | Brian Griese            | Michigan               | QB    |
| 1999 | Ron Dayne               | Wisconsin              | RB    |
| 2000 | Ron Dayne               | Wisconsin              | RB    |
| 2001 | Marques Tuiasosopo      | Washington             | QB    |
| 2002 | Ken Dorsey              | Miami                  | QB    |
| 2002 | Andre Johnson           | Miami                  | WR    |
| 2003 | Nate Hybl               | Oklahoma               | QB    |
| 2004 | Matt Leinart            | USC                    | QB    |
| 2005 | Vince Young             | Texas                  | QB    |
| 2005 | LaMarr Woodley          | Michigan               | LB    |
| 2006 | Vince Young             | Texas                  | QB    |
| 2006 | Michael Huff            | Texas                  | S     |
| 2007 | Dwayne Jarrett          | USC                    | WR    |
| 2007 | Brian Cushing           | USC                    | OLB   |
| 2008 | John David Booty        | USC                    | QB    |
| 2008 | Rey Maualuga            | USC                    | LB    |
| 2009 | Mark Sanchez            | USC                    | QB    |
| 2009 | Kaluka Maiava           | USC                    | LB    |
| 2010 | Terrelle Pryor          | Ohio State             | QB    |
| 2010 | Kenny Rowe              | Oregon                 | DE    |
| 2011 | Andy Dalton             | TCU                    | QB    |
| 2011 | Tank Carder             | TCU                    | LB    |
| 2012 | Lavasier Tuinei         | Oregon                 | WR    |
| 2012 | Kiko Alonso             | Oregon                 | LB    |
| 2013 | Stepfan Taylor          | Stanford               | RB    |
| 2013 | Usua Amanam             | Stanford               | DB    |
| 2014 | Connor Cook             | Michigan State         | QB    |
| 2014 | Kyler Elsworth          | Michigan State         | LB    |
| 2015 | Marcus Mariota          | Oregon                 | QB    |
| 2015 | Tony Washington         | Oregon                 | LB    |
| 2016 | Christian McCaffrey     | Stanford               | RB    |
| 2016 | Aziz Shittu             | Stanford               | DE    |
| 2017 | Sam Darnold             | USC                    | QB    |
| 2017 | Stevie Tu'ikolovatu     | USC                    | DT    |
| 2018 | Sony Michel             | Georgia                | RB    |
| 2018 | Roquan Smith            | Georgia                | LB    |
| 2019 | Dwayne Haskins          | Ohio State             | QB    |
| 2019 | Brandon White           | Ohio State             | S     |
| 2020 | Justin Herbert          | Oregon                 | QB    |
| 2020 | Brady Beeze             | Oregon                 | S     |
| 2021 | DeVonta Smith           | Alabama                | WR    |
| 2021 | Patrick Surtain II      | Alabama                | CB    |
| 2022 | Jaxon Smith-Njigba      | Ohio State             | WR    |
| 2022 | Tommy Eichenberg        | Ohio State             | LB    |

## Record della gara
| Scuola                                        | Risultato vs. avversario                                   | Anno |
| --------------------------------------------- | ---------------------------------------------------------- | ---- |
| Maggior numero di punti                       | 49, USC vs. Illinois (ed altri 2)                          | 2008 |
| Maggior numero di punti in un tempo           | 56 (primo tempo), Oregon and Wisconsin                     | 2012 |
| Most points scored in regulation (both teams) | 83, Oregon and Wisconsin                                   | 2012 |
| Minor numero di punti concessi                | 0, Washington vs. Iowa (ed altri 17)                       | 1982 |
| Primi down                                    | 32, Wisconsin vs. USC                                      | 1963 |
| Yard corse                                    | 503, Michigan vs. Stanford                                 | 1902 |
| Yard su passaggio                             | 456, Oregon vs. Penn State                                 | 1995 |
| Yard totali                                   | 633, USC vs. Illinois                                      | 2008 |
| Giocatore                                     | Risultato, squadra vs. avversario                          | Anno |
| Yard totali                                   | 467, Vince Young, Texas vs. USC (59 plays)                 | 2006 |
| Yard corse                                    | 247, Charles White, USC vs. Ohio State (39 attempts, 1 TD) | 1980 |
| TD su corsa                                   | 5, Neil Snow, Michigan vs. Stanford                        | 1902 |
| Yard su passaggio                             | 456, Danny O'Neil, Oregon vs. Penn State (41-61-2, 2 TD)   | 1995 |
| Placcaggi                                     | 17, John Boyett, Oregon vs. Wisconsin (tied with 1 other)  | 2012 |
| Sack                                          | 3, Kenny Rowe, Oregon vs. Ohio State (tied with 3 others)  | 2010 |
| Intercetti                                    | 3, Bill Paulman, Stanford vs. SMU (tied with 1 other)      | 1936 |
| Massimi                                       | Risultato, squadra vs. avversario                          | Anno |
| Touchdown su corsa                            | 91, De'Anthony Thomas, Oregon vs. Wisconsin                | 2012 |
| Touchdown su passaggio                        | 76, Rick Leach to Curt Stephenson, Michigan vs. Washington | 1978 |
| Kickoff return                                | 103, Al Hoisch, UCLA vs. Illinois (TD)                     | 1947 |
| Punt return                                   | 86, Aramis Dandoy, USC vs. Ohio State (TD)                 | 1955 |
| Interception return                           | 78, Elmer Layden, Notre Dame vs. Stanford (TD)             | 1925 |
| Fumble return                                 | 53, Daylon McCutcheon, USC vs. Northwestern (TD)           | 1996 |
| Punt                                          | 73, Don Bracken, Michigan vs. Washington                   | 1981 |
| Field goal                                    | 52, Rob Houghtlin, Iowa vs. UCLA                           | 1986 |

Nota: Per i record condivisi, viene segnalato l'ultimo in ordine di tempo.

## Gare con squadre top rank

### Squadre #1
- 1954 Season/1955 Game: No. 1 Ohio State defeated No. 17 USC, 20–7
- 1960 Season/1961 Game: No. 6 Washington defeated No. 1 Minnesota, 17–7
- 1962 Season/1963 Game: No. 1 USC defeated No. 2 Wisconsin, 42–37
- 1965 Season/1966 Game: No. 5 UCLA defeated No. 1 Michigan State, 14–12
- 1968 Season/1969 Game: No. 1 Ohio State defeated No. 2 USC, 27–16
- 1972 Season/1973 Game: No. 1 USC defeated No. 3 Ohio State, 42-17
- 1975 Season/1976 Game: No. 11 UCLA defeated No. 1 Ohio State, 23-10
- 1979 Season/1980 Game: No. 3 USC defeated No. 1 Ohio State, 17–16
- 1997 Season/1998 Game: No. 1 Michigan defeated No. 8 Washington State, 21–16
- 2001 Season/2002 BCS Championship Game: No. 1 Miami defeated No. 4 Nebraska, 37–14
- 2003 Season/2004 Game: No. 1 USC defeated No. 4 Michigan, 28–14
- 2005 Season/2006 BCS National Championship Game: No. 2 Texas defeated No. 1 USC, 41–38

### Gara #1 vs. #2
- 1962 Season/1963 Game: No. 1 USC defeated No. 2 Wisconsin, 42–37
- 1968 Season/1969 Game: No. 1 Ohio State defeated No. 2 USC, 27–16. Ohio State was voted national champion
- 2005 Season/2006 BCS National Championship Game: No. 2 Texas sconfigge No. 1 USC, 41–38. Texas è eletta campione.

## Twice in a season
In cinque occasioni, nel Rose Bowl Game si sono scontrate squadre che avevano già giocato contro in regular season. In tre occasioni la vincitrice della gara di stagione regolare, ha concesso il bis al Rose Bowl. UCLA ha vinto tre di queste cinque gare.
- 1956 Iowa 14, Oregon State 13; 1957 Rose Bowl Rematch: Iowa 35, Oregon State 19
- 1965 Michigan State 13, UCLA 3; 1966 Rose Bowl Rematch: UCLA 14, Michigan State 12
- 1975 Ohio State 41, UCLA 20; 1976 Rose Bowl Rematch: UCLA 23, Ohio State 10
- 1982 UCLA 31, Michigan 27; 1983 Rose Bowl Rematch: UCLA 24, Michigan 14
- 1987 Michigan State 27, USC 13; 1988 Rose Bowl Rematch: Michigan State 20, USC 17

## Rose Bowl Hall of Fame
Induzioni (per anno):
- 1989 – C.W. "Bump" Elliott, Michigan; W.W. "Woody" Hayes, Ohio State; Howard Jones, USC; Jim Plunkett, Stanford
- 1990 – Archie Griffin, Ohio State; Bob Reynolds, Stanford; Neil Snow, Michigan; Wallace Wade, Brown, Alabama, & Duke; Charles White, USC
- 1991 – Rex Kern, Ohio State; John McKay, USC; Ernie Nevers, Stanford; Roy Riegels, California; Bob Schloredt, Washington; John Sciarra, UCLA; Russell Stein, Washington & Jefferson; Charley Trippi, Georgia; Ron Vander Kelen, Wisconsin; George Wilson, Washington
- 1992 – Frank Albert, Stanford; Bob Chappuis, Michigan; Sam Cunningham, USC; Bill Daddio, Pittsburgh; Bob Griese, Purdue; Hollis Huntington, Oregon & Mare Island Marines; Shy Huntington, Oregon; Elmer Layden, Notre Dame; Jim Owens, Washington
- 1993 – Frank Aschenbrenner, Northwestern; Dixie Howell, Alabama; Don Hutson, Alabama; Curly Morrison, Ohio State; Brick Muller, California; Julius Rykovich, Illinois; Bo Schembechler, Michigan; O.J. Simpson, USC; Bob Stiles, UCLA; Buddy Young, Illinois
- 1994 – Vic Bottari, California; Jim Hardy, USC; Don James, Washington; Bob Jeter, Iowa; Lay Leishman, Tournament of Roses; Pat Richter, Wisconsin; Russell Sanders, USC
- 1995 – Gary Beban, UCLA; Dick Butkus, Illinois; Harry Gilmer, Alabama; Pat Haden, USC; Al Krueger, USC; Doyle Nave, USC; Ted Shipkey, Stanford
- 1996 – Eric Ball, UCLA; Pete Beathard, USC; John Ferraro, USC; Stan Hahn, Tournament of Roses; John Ralston, Stanford; Bill Tate, Illinois
- 1997 – Terry Donahue, UCLA; Jim Grabowski, Illinois; Warren Moon, Washington; Erny Pinckert, USC; Ken Ploen, Iowa; Sandy Stephens, Minnesota
- 1998 – Jack Crabtree, Oregon; Don Durdan, Oregon State; J.K. McKay, USC; Rick Neuheisel, UCLA; Bill Nicholas, Tournament of Roses; Butch Woolfolk, Michigan
- 1999 – Al Hoisch, UCLA; Keith Jackson, ABC Sports; Dave Kaiser, Michigan State
- 2000 – Johnny Mack Brown, Alabama; Marv Goux, USC
- 2001 – No inductees
- 2002 – Ambrose "Amblin' Amby" Schindler, USC; Mel Anthony, Michigan
- 2003 – Harriman Cronk, Tournament of Roses; Danny O'Neil, Oregon; John Robinson, USC
- 2004 – Alan Ameche, Wisconsin; Rudy Bukich, USC; Wayne Duke, Big Ten; Jim Stivers, Tournament of Roses
- 2005 – Richard N. Frank, Lawry’s Restaurants (Beef Bowl); Curt Gowdy, Sports Broadcaster
- 2006 – Steve Emtman, Washington; Rube Samuelsen, Sports Journalist; Jeff Van Raaphorst, Arizona State
- 2007 – Pete Johnson, Ohio State; Tom Ramsey, UCLA; Dennis Swanson, Television Executive
- 2008 – Keyshawn Johnson, USC; Virgil "Virg" Lubberden, USC (administrator); Chuck Ortmann, Michigan
- 2009 – Barry Alvarez, Wisconsin; Tom Hansen, Pacific-10 Conference; John Hicks, Ohio State
- 2010 – Brad Budde, USC; Hayden Fry, Iowa; Leroy Keyes, Purdue
- 2011 – Ron Dayne, Wisconsin; Dick Enberg, NBC; George Fleming, Washington
- 2012 – John Cooper, Arizona State and Ohio State; Brian Griese, Michigan; and Ron Yary, USC
- 2013 – Lloyd Carr, Michigan; Orlando Pace, Ohio State; Lynn Swann, USC

## All-Century Class
La Rose Bowl Game All-Century Class fu annunciata dal membro della Rose Bowl Hall of Fame Keith Jackson, domenica 8 dicembre 2013 alla Tournament House, in occasione del centesimo incontro.
I giocatori che ne fanno parte sono:
- 1900s–1910s: George Halas (Great Lakes Navy)
- 1920s: Ernie Nevers (Stanford)
- 1930s: Don Hutson (Alabama) e Howard Jones (USC)
- 1940s: Charley Trippi (Georgia)
- 1950s: Woody Hayes (Ohio State)
- 1960s: John McKay (USC)
- 1970s: Archie Griffin (Ohio State)
- 1980s: Bo Schembechler (Michigan)
- 1990s: Ron Dayne (Wisconsin)
- 2000s: Vince Young (Texas)
- 2010s: Montee Ball (Wisconsin)

A questo va aggiunto che John McKay e Archie Griffin furono nominati rispettivamente, 100th Rose Bowl Game All-Century Coach e Player.
Gli altri finalisti:
- 1900–1919: Patty Driscoll (Great Lakes Navy, 1919), Neil Snow (Michigan, 1902) and George Halas (Great Lakes Navy, 1919)
- 1920–1929: Ernie Nevers (Stanford, 1925), Elmer Layden (Notre Dame, 1925) and Johnny Mack Brown (Alabama, 1926)
- 1930–1939: Millard "Dixie" Howell (Alabama, 1935), Don Hutson (Alabama, 1935) and Howard Jones (USC, 1930, 1932–33, 1939–40)
- 1940–1949: Bob Chappuis (Michigan, 1948), Harry Gilmer (Alabama, 1946) and Charley Trippi (Georgia, 1943)
- 1950–1959: Alan Ameche (Wisconsin, 1953), Bob Jeter (Iowa, 1959) and Woody Hayes (Ohio State, 1954, 1957, 1968, 1970, 1972–1975)
- 1960–1969: Ron Vander Kelen (Wisconsin, 1963), O.J. Simpson (USC, 1968-69) and John McKay (USC, 1963, 1967–70, 1973–1975)
- 1970–1979: Jim Plunkett (Stanford, 1971), Charles White (USC, 1979–1980) and Archie Griffin (Ohio State, 1973–1976)
- 1980–1989: Don James (Washington, 1978, 1981–82, 1991–93), John Robinson (USC, 1977, 1979–80, 1996) and Bo Schembechler (Michigan, 1970, 1972, 1977–79, 1981, 1983, 1987, 1989–90)
- 1990–1999: Barry Alvarez (Wisconsin, 1994, 1999, 2000 and 2013), Keyshawn Johnson (USC, 1996) and Ron Dayne (Wisconsin, 1999 and 2000)
- 2000–2009: Matt Leinart (USC, 2004 and 2006), Vince Young (Texas, 2005–06) and Brian Cushing (USC, 2006–09), John David Booty (USC 2006–07)
- 2010–2012: Terrelle Pryor (Ohio State, 2010), Tank Carder (TCU, 2011) and Montee Ball (Wisconsin, 2011–13)

Nominati dalla The Football Writers Association of America.

## Giocatori futuri allenatori
Otto giocatori scesi in campo nel Rose Bowl, vi sono tornati come allenatori, essi sono:
- Bret Bielema: Iowa (1991); Wisconsin (2011, 2012)
- Terry Donahue: UCLA (1966); UCLA (1983, 1984, 1986, 1994)
- Bump Elliott: Michigan (1948); Michigan (1965)
- Pete Elliott: Michigan (1948); California (1959); Illinois (1964)
- Jess Hill: USC (1930); USC (1953, 1955)
- Rick Neuheisel: UCLA (1983, 1984 – MVP); Washington (2001)
- John Robinson: Oregon (1958); USC (1977, 1979, 1980, 1996)
- Chuck Taylor: Stanford (1941); Stanford (1952)

## Allenatori giunti con più squadre
- Hugo Bezdek: Oregon, 1917; Mare Island, 1918; Penn State, 1923 (three teams)
- John Cooper: Arizona State, 1987; Ohio State, 1997 (unico a vincere sia con scuola Big Ten che Pac-10)
- Bill “Lone Star” Dietz: Washington State, 1916; Mare Island, 1919
- Pete Elliott: California, 1959; Illinois, 1964
- Robert Folwell: Pennsylvania, 1917; Navy 1924
- Tommy Prothro: Oregon State, 1965; UCLA 1966
- Wallace Wade: Alabama, 1926, 1927, 1931; Duke 1939, 1942

## Curiosità
- 1º gennaio 1918 – Hugo Bezdek fu il primo allenatore a guidare due diverse squadre (Oregon, 1917 e Mare Island, 1918) alla vittoria al Rose Bowl; Bezdek guiderà anche Penn State nel Rose Bowl 1923, perso contro USC
- 2 gennaio 1922 – Prima gara non giocata a capodanno
- 3 gennaio 2002 – Prima gara valevole per il BCS National Championship quando Miami sconfisse Nebraska, 37-14.